# Cottage (formatge)
El formatge cottage (cottage cheese en anglés) és un formatge que es produeix a partir de la quallada, i té un sabor àcid suau. S'escorre sense premsar, i és per això que reté un poc de sèrum de llet i no resta compacte. La quallada sol rentar-se per a llevar-li una mica l'acidesa i obtenir un formatge suau. No es cura pas ni es tenyeix. Alguns tipus de formatge cottage es fan amb llets de distint contingut gras i preparacions de quallada fina o gruixuda. El mató premsat passa a ser formatge fresc.
El mató pot menjar-se tot sol, amb fruita, amb puré de fruita, sobre una llesca torrada, en amanides verdes, o utilitzar-se en receptes de lasanya, amanida de gelatina i en diverses postres.

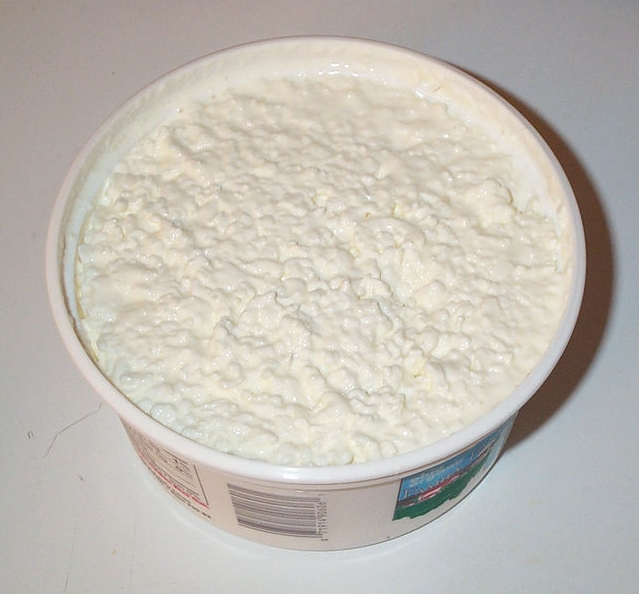
Un pot de cottage

Sembla que l'expressió cottage cheese (‘formatge de cabanya’) prové del costum d'elaborar formatges senzills en cases rurals a partir de llet sobrant després de preparar la mantega. El mot s'emprà per primera vegada el 1848.1

## Grossor de la quallada
El grossor de la quallada és la grandària dels bocins del formatge cottage. Els dos tipus de cottage més usats són el formatge àcid de quallada fina sense quall i, el més popular, el formatge de quallada grossa, poc àcid i fet amb quall.

## Nutrició
El formatge cottage és baix en greix i glúcids, i ric en proteïna. La quantitat, però, dels nutrients del cottage varia segons el percentatge de greix que tinga.
| Descripció general        | Energia | Greix | Proteïna | Carbohidrats | Sucres | Riboflavina | Vitamina B12 | Calci  | Fòsfor | Sodi   |
| ------------------------- | ------- | ----- | -------- | ------------ | ------ | ----------- | ------------ | ------ | ------ | ------ |
| Sense greix, sense crema. | 81 kcal | 0,3 g | 11,7 g   | 7,5 g        | 2,1 g  | 0,3 mg      | 0,5 µg       | 97 mg  | 215 mg | 420 mg |
| 1% greix de llet          | 81 kcal | 1,6 g | 14,0 g   | 3,1 g        | 3,1 g  | 0,2 mg      | 0,7 µg       | 69 mg  | 151 mg | 459 mg |
| 2% greix de llet          | 92 kcal | 2,6 g | 11,8 g   | 5,4 g        | 4,5 g  | 0,3 mg      | 0,5 µg       | 125 mg | 170 mg | 348 mg |

També se'n produeixen varietats baixes en greix i desnatades. Una porció semblant de cottage desnatat té 80 calories, 0 g de greix, 6 g d'hidrats de carboni i 14 g de proteïna. Les variants baixes en greix i desnatades solen incorporar més sucre. També es produeixen varietats molt baixes en sodi, que poden salar-se abans de consumir-se.
És formatge cottage és valorat per dietistes i alguns defensors de l'alimentació sana. També el prefereixen els culturistes pel seu alt contingut en caseïna i relativament baixa proporció de greix. És segur consumir-lo durant l'embaràs.